# Illorsuit (Qaasuitsup)
Illorsuit (Igdlorssuit prima della riforma ortografica del 1973) è un piccolo villaggio della Groenlandia di 99 abitanti (gennaio 2005). Si affaccia sulla Baia di Baffin e si trova a 71°14'N 53°34'O; appartiene al comune di Avannaata.
È stata il luogo di nascita di Lars Emil Johansen (24 settembre 1946), Primo ministro dal 1991 al 1997.